# Tychowo, Sławieński
Tychowo [tɨˈxɔvɔ] (tiếng Đức: Wendisch Tychow cho đến năm 1937, sau đó đơn giản là Tychow) là một ngôi làng thuộc khu hành chính của Gmina Sławno, thuộc huyện Sławno, Zachodniopomorskie, ở phía tây bắc Ba Lan. Nó nằm khoảng 7 kilômét (4 mi) phía đông Sławno và 179 km (111 mi) về phía đông bắc của thủ đô khu vực Szczecin.

## Lịch sử
Trước năm 1945, khu vực này là một phần của Đức. Đối với lịch sử của khu vực, xem Lịch sử của Pomerania.
Sigurdshof (ngày nay Waszkowo), một bất động sản ngoại thành (Vorwerk / Folwark) đã trở thành một tiền đồn của giáo dục bí mật của mục sư cho phần phát xít-đối thủ của đoàn Hội Thánh Tin Lành của the-Phổ cũ Liên, đại diện bởi các Giáo hội Thú nhận và hội đồng anh em của nó, bị Đức quốc xã đàn áp trong cuộc đấu tranh của các nhà thờ.
Vào mùa hè năm 1939, Ewald Graf von Kleist-Wendisch Tychow đã cung cấp bất động sản ngoại vi chưa sử dụng Sigurdshof của mình cho Dietrich Bonhoeffer, mục sư Tin lành và nhà thần học và là người đứng đầu một chủng viện ngầm (Sammelvikariat) để đào tạo các mục sư Giáo hội. Chủng viện sau đó chuyển đến từ Groß Schlönwitz. Gestapo buộc đóng cửa chủng viện vào tháng 3 năm 1940.